# Soraya Esfandiary
Soraya Esfandiary-Bajtiari o S.A.I. la Princesa Soraya de Irán (en persa: ثریا اسفندیاری بختیاری‎; Isfahán, 22 de junio de 1932-París, 26 de octubre de 2001) fue la segunda esposa de Mohammad Reza Pahleví, último Sah o emperador de Irán.

## Familia
Hija de Jalil Jan Esfandiary-Bajtiari (1901-1983), noble de la tribu bajtiarí de Irán del sur y embajador de Irán ante la Alemania Occidental, y de su esposa alemana, Eva Karl (1906-1994). Tuvo un hermano menor, Bijan Esfandiary-Bajtiari (1937-2001), que murió pocos días después que ella.

## Reinado
Mohammad Reza Pahleví y Esfandiary se casaron en 1951 y se divorciaron en 1958 ante la infertilidad de la emperatriz. Se le otorgó el tratamiento y título nobiliario de «Su Alteza Imperial (S.A.I.) la Princesa Soraya del Irán», tras su divorcio.

## Exilio
Primero se estableció en Roma (Italia) en su exilio. La princesa Soraya intentó una breve carrera como actriz, protagonizando la película I tre volti (1965), con cuyo director, Franco Indovina, mantuvo una relación sentimental. También participó en la película She (1965).
Tras la muerte de Indovina en un accidente de aviación, la princesa se convirtió en un personaje asiduo de la prensa del corazón que la denominó «la princesa de los ojos tristes». A raíz de ese fallecimiento de su amigo especial, dejó para siempre Italia para radicarse en Francia.
Dos años antes de morir, Soraya pudo al fin revelar el secreto en sus memorias privadas: ella no fue infértil tal como lo han señalado los médicos cercanos al shah, sino que ellos manipularon sin escrúpulos los exámenes médicos de ella para convencer al shah sobre la supuesta infertilidad de Soraya, perjudicada por la mentira creíble montada por aquellos galenos, y de ahí vino el inesperado divorcio.
La princesa Soraya de Irán murió en su apartamento en París, con 69 años. Está enterrada en Westfriedhof, un cementerio de Múnich (Alemania), junto a su familia. En 2002, su tumba fue profanada por los radicales musulmanes con pintadas acusándola de «parásito social».

## Legado

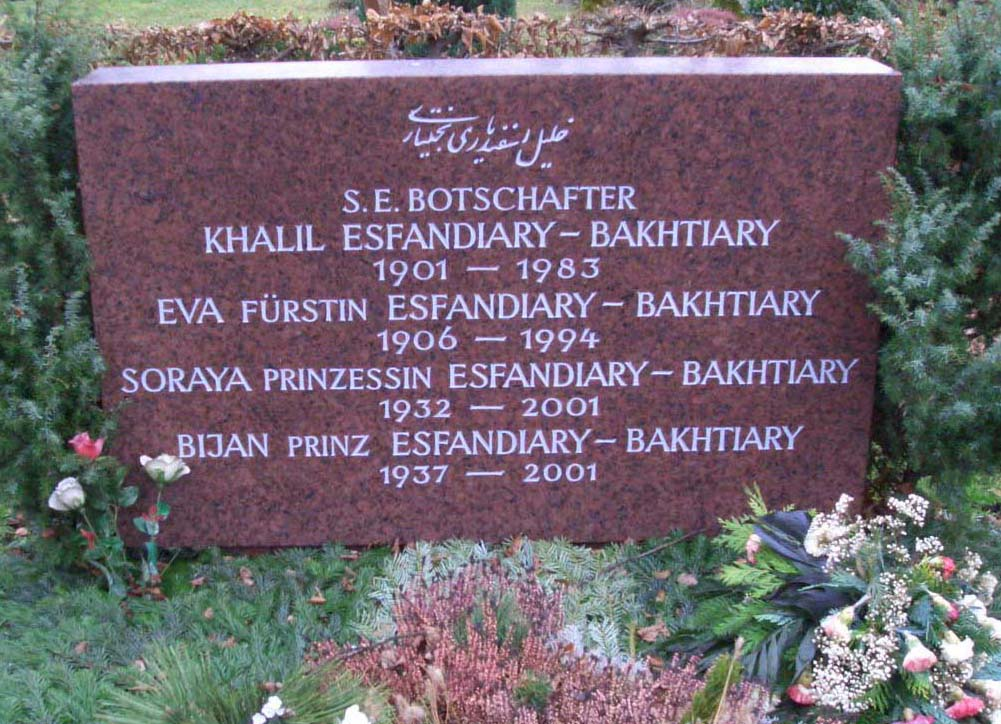
Tumba de Soraya, sus padres, y su hermano (Múnich).

El divorcio de Soraya del shah inspiró a la compositora francesa Françoise Mallet-Jorris para escribir Je veux pleurer comme Soraya (Quiero llorar como Soraya). El cultivador francés François Meilland cultivó un nuevo girasol en honor a la antigua reina, al que llamó Emperatriz Soraya.
Se realizó una película italo-alemana de televisión sobre la vida de la princesa, titulada Soraya (también llamada Princesa triste), que se emitió en 2003 y estuvo protagonizada por Anna Valle (Miss Italia 1995), como Soraya, y Erol Sander como el sah. La actriz francesa Mathilda May interpretó a la hermana del shah, la princesa Shams Pahlaví.

## Trabajos publicados
- Princess Soraya: Autobiography of Her Imperial Highness. Año: 1964. Editor: Doubleday. País: Estados Unidos.
- Le Palais des Solitudes (traducida al inglés como Palace of Solitude por Hubert Gibbs en 1992). Con la colaboración de Louis Valentin. Año: 1991. Editor: France Loisirs/Michel Laffon. País: Francia.

## Títulos, tratamientos y distinciones honoríficas[6]

### Títulos y tratamientos
| ● 22 de junio de 1932-12 de febrero de 1951: | Señorita Soraya Esfandiary-Bakhtiari              |
| ● 12 de febrero de 1951-6 de abril de 1958:  | Su majestad la reina consorte de Irán             |
| ● 6 de abril de 1958-26 de octubre de 2001:  | Su alteza imperial la princesa Soraya de Irán (1) |

1. Desde 1979, título abolido por la República Islámica de Irán, usado en círculos del Sah en el exilio y por los partidarios de la monarquía.

### Distinciones honoríficas
Distinciones honoríficas iraníes
- Gran Maestre (y fundadora) de la Orden de las Pléyades (1957).

Distinciones honoríficas extranjeras
- Dama gran cruz clae especial de la Orden del Mérito de la República Federal de Alemania (República Federal de Alemania, 25/02/1955).
- Dama gran cruz de la Orden de Isabel la Católica (Estado español, 22/05/1957).[7]
- Gran Condecoración de Honor en Oro con Fajín de la Orden al Mérito de la República de Austria (República de Austria, 15/03/1958).

## Filmografía
| Año  | Título                   | Rol                             | Notas                   |
| ---- | ------------------------ | ------------------------------- | ----------------------- |
| 1953 | Zwischen Glück und Krone | Ella misma                      | Tomas de archivo        |
| 1965 | I tre volti              | Ella misma/Linda /Sra. Melville |                         |
| 1965 | She                      | Soraya                          |                         |
| 1975 | The Two Ronnies          | Bailarina Belly                 | Episodio #4.6           |
| 1991 | Doctor at the Top        |                                 | Episodio: "Kindest Cut" |
| 1998 | Legenden                 | Ella misma                      | Episodio: "Soraya"      |

| Predecesora: Fawzia de Egipto | Reina consorte de Irán 12 de febrero de 1951 - 6 de abril de 1958 | Sucesora: Farah Diba |